# Gaje Niżne
Gaje Niżne (ukr. Нижні Гаї) – wieś w rejonie drohobyckim obwodu lwowskiego, nad rzeką Lutyczyna  (Лютичина).

## Historia
Dawniej wieś w powiecie drohobyckim. We wsi urodził się Kazimierz Lewicki.